# Kików
Kików – wieś w Polsce położona w województwie świętokrzyskim, w powiecie buskim, w gminie Solec-Zdrój.
| SIMC    | Nazwa                | Rodzaj    |
| ------- | -------------------- | --------- |
| 0270805 | Kosinów              | część wsi |
| 0270811 | Półanki              | część wsi |
| 0270828 | Stawisko             | część wsi |
| 0270834 | Zagrody              | część wsi |
| 0270840 | Zakamieńcze-Zastawie | część wsi |

W latach 1954–1961 wieś należała i była siedzibą władz gromady Kików, po jej zniesieniu w gromadzie Zborów. W latach 1975–1998 miejscowość administracyjnie należała do województwa kieleckiego.
Kików leży na terenie gminy Solec-Zdrój i liczy ponad 100 posesji, w których mieszka ponad 400 osób. Sołectwo jest typowym obszarem rolniczym, a jego ogólna powierzchnia to 769 ha.

## Turystyka
Miejscowość leży w obrębie Szanieckiego Parku Krajobrazowego. Teren tego parku ze swoistą roślinnością kserotermiczną i słonolubną oraz ciekawą rzeźbą terenu, po wyeksploatowanym kamieniołomie wapieni i zespołem jaskiń krasowych, które zostały objęte przez Radę Gminy Solec-Zdrój ochroną jako pomniki przyrody nieożywionej, stanowi atrakcję turystyczną. Przez wieś przebiega szlak murowany, zaliczany do szlaków turystycznych Ponidzia. Znajduje się tu m.in. kurhan wpisany do rejestru zabytków archeologicznych w 1986 r. Walory przyrodniczo-krajobrazowe i kulturowe tego terenu sprzyjają rozwojowi turystyki, zarówno pieszej, jak i rowerowej.
Ciekawym miejscem jest Ośrodek Warsztatowy znany wśród mieszkańców jako TANTRA.

## Charakterystyka sołectwa
Siłami mieszkańców na początku lat 90. wybudowano we wsi szkołę oraz remizę strażacką. Szkoła podstawowa w klasach I-III obsługuje wsie sąsiednie: Zagaje Kikowskie, Sułkowice i Pułanki. Pozostała młodzież i dzieci uczęszczają do szkoły podstawowej w Zborowie oraz do gimnazjum w Solcu-Zdroju. We wsi działa jednostka OSP skupia strażaków-ochotników. Ponadto w Kikowie znajdują się dwa sklepy ogólnospożywcze.

## Zabytki, kapliczki
- dwór z XIX w.,
- figura Jezusa Frasobliwego z XVII w. i trzy kapliczki współczesne.
- kaplica pw. Matki Boskiej Częstochowskiej z początku lat 90. XX w., wybudowana przez mieszkańców. W ostatnią niedzielę sierpnia, odbywa się odpust, a także msze.

## Tradycje wiejskie
Od 2007 r. na terenie sołectwa działa Stowarzyszenie Koła Gospodyń Wiejskich Wsi Kików, które zajmuje się kultywowaniem tradycji wiejskich. Do Koła Gospodyń Wiejskich należy 15 kobiet. Efektem ich pracy jest m.in. wieniec dożynkowy, który zajął I miejsca w gminie i powiecie oraz II w województwie świętokrzyskim w 2009 r. Znajduje się on w Muzeum w Tokarni. Koło zajęło III miejsca w konkursie „Świętokrzyska potrawa świąteczna” z potrawą „Perliczka dworska”. Bierze udział w kiermaszach świątecznych, m.in. w Busku-Zdroju oraz w targach turystycznych, np. Agrotravel w Kielcach.